# Pohlia filum
Pohlia filum (deutsch Faden-Pohlmoos) ist eine Laubmoos-Art aus der Familie Mniaceae.

## Merkmale
Die Art bildet 0,5 bis 1,5 (selten bis 6) Zentimeter hohe lockere bis mäßig dichte Rasen oder Herden. Die aufrechten Stämmchen sind gelbgrün, im Alter rötlich bis schwarz. Die lanzettlichen, anliegenden oder seltener abstehenden, am Stämmchen breit und lang herablaufenden Blätter sind gekielt, etwas hohl, flachrandig oder am Grund etwas umgerollt und ganzrandig bis leicht und stumpf gezähnt. Die Laminazellen sind rechteckig bis rhombisch, etwa 6 bis 11 Mikrometer breit und dünnwandig. Am Rand sind sie kaum schmäler, am Blattgrund rechteckig und etwas breiter.
Das Moos ist diözisch. Die bis 3 Zentimeter lange Seta ist orange bis rötlich, die Sporenkapsel birn- oder eiförmig und waagrecht bis nickend. Der Kapselhals ist meist kurz. Der Kapseldeckel ist kegelig und oft mit einem kleinen Spitzchen versehen. Das äußere Peristom ist gelblich, das innere hyalin. Sporen sind 13 bis 21 Mikrometer groß und fein papillös.
Pohlia filum ist eine von mehreren Pohlia-Arten mit Bulbillen (Brutkörpern) in den Blattachseln. Diese befinden sich gewöhnlich einzeln in den oberen Blattachseln steriler Pflanzen. Sie sind 0,3 bis 0,6 Millimeter groß, elliptisch bis rundlich eiförmig, jung gelblich, später oft schwärzlich. An ihrer Spitze befinden sich 3 bis 6 kurze, dreieckige, aufrechte Blattansätze.

## Standortansprüche und Verbreitung
Die Art wächst an kalkarmen, lichtreichen, feuchten bis nassen, humusarmen, feinsandigen bis schlammigen, nur mäßig nährstoffreichen Standorten. In höheren Lagen ist sie besonders auf Schwemmsandfluren, Schneetälchen oder auf Forstwegen zu finden.
Die Vorkommen in Deutschland, Österreich und der Schweiz beschränken sich größtenteils auf die höheren Gebirgslagen. Neben den europäischen gibt es Vorkommen in Teilen Asiens, in Nordamerika und auf Grönland.